# Артур, Кей
Кей Артур (англ. Kay Arthur; 11 ноября 1933, Мичиган — 20 мая 2025, Чаттануга, Теннесси) — американская проповедница и религиозный деятель, учитель Библии, писательница. На протяжении сорока лет являлась исполнительным вице-президентом и основателем миссии Precept Ministries International, международной миссии изучения Библии, расположенной в Чаттануге, штат Теннесси.

## Биография
Родилась в религиозной семье, часто переезжавшей с места на место. Помимо Кей у её родителей родились девочка и мальчик.
В 1955 году в возрасте 21 года она окончила школу медсестёр и вышла замуж за Фрэнка Томаса Гётца младшего (англ. Frank Thomas Goetz, Jr. Tom), спортсмена и инженера, от которого родила двоих детей. Пара развелась спустя 6 лет, и, хотя ставшая более религиозной Кей хотела помириться, Гётц покончил с собой. Кей Ли вернулась к учёбе и окончила Храмовый университет Тенесси.
В 1965 году она вышла замуж во второй раз за миссионера Джека Артура, от которого родила сына. Джек был основателем и финансовым директором миссии Precept Ministries International.
В 1970 году Кей и её муж Джек Артур основали в Чаттануге центр для библейских конференций под названием Reach Out, Inc. Позже его переименовали в Precept Ministries International. 17 августа 2007 года Кей получила степень доктора в Храмовом университете Тенесси.
В 2011 году удостоена премии Hall of Fame Award.
Умерла 20 мая 2025 года в Чаттануге, штат Теннесси, в возрасте 91 года.